# Сінді Кроуфорд
Си́нтія «Сінді» Енн Кро́уфорд (англ. Cynthia Ann "Cindy" Crawford, МФА: [ˈsɪndi ˈæn ˈkrɔfɚd]; нар. 20 лютого 1966 року, Де-Калб, Іллінойс, США) — американська супермодель, телеведуча, благодійниця та акторка.

## Біографія
Народилася 20 лютого 1966 року в місті Де-Калб, штат Іллінойс. Батько — Ден Кроуфорд, електрик, мати — Дженніфер Кроуфорд, медсестра.
1984 року закінчила старшу школу з вищим балом і отримала академічну стипендію в Північно-західному університеті, де вивчала хімічну технологію. Після першої чверті кинула навчання, щоб зосередитися на кар'єрі моделі. Попрацювавши з фотографом Віктором Скребнескі в Чикаго, 1986 року переїхала у Манхеттен.
На неї звернув увагу газетний фотограф, який помітив 16-річну Синтію під час літньої роботи по збору кукурудзи і сфотографував її. Фотографія і позитивна реакція на неї переконали її зайнятися модельним бізнесом. Брала участь в конкурсі «Look of the Year» нью-йоркського модельного агентства Elite Model Management і зайняла там друге місце.
Відмітна особливість — помітна родимка над губою. Показово, що родимка була видалена з багатьох її ранніх модельних фотографій, включаючи першу фотографію для обкладинки журналу «Vogue».
Під час російського вторгнення 2022 року висловила підтримку Україні й опублікувала на своїй сторінці в Instagram список організацій, які допомагають українцям.

## Кар'єра
З кінця 1980-х по 1990 роки знаходилася серед найпопулярніших супермоделей, постійно з'являлася на обкладинках журналів, на подіумі та була обличчям модних компаній. З 1989 по 2000 роки була обличчям Revlon. Кроуфорд стала першою супермоделлю, яка позувала оголеною для журналу «Playboy», її фотографії робив Герб Рітц, а знаменитий Swimsuit Calendar з фотографіями Марко Главіано (Marco Glaviano) став міжнародним бестселером.
З'являлася на обкладинках понад 600 журналів в усьому світі, включаючи такі журнали, як Vogue, W, People, Harper's Bazaar, ELLE, Cosmopolitan і Allure. також була обличчям багатьох модних будинків таких, як Gianne Versace, Escada та інші. Дизайнер Карл Лагерфельд сказав про неї: «У ній поєднуються класична краса і дівчина мрії кожного американця». Коли Кроуфорд прийшла в модельний бізнес, її прозвали «Крихітка Джиа» через схожість з супермоделлю Джиєю Каранджі. 2000 року пішла з модельного бізнесу.
Зайняла п'яте місце в списку 100 найсексуальніших зірок XX століття за версією журналу Playboy. 1997 року за результатами опитування журналу Shape була названа другою (після Демі Мур) найкрасивішою жінкою у світі з 4000 претенденток. 2002 року була названа однією з 50 найкрасивіших людей світу журналом People. У 40 років зайняла 26 місце в рейтингу журналу Maxim Hot 100.
З 1989 по 1995 роки Сінді Кроуфорд вела програму «Будинок стилю» на каналі MTV. У середині 1990-х знялася в рекламі Pepsi. 1995 року повноцінно дебютувала в кіно, виконавши головну роль у фільмі «Чесна гра». Її гра не сподобалася критиці, і фільм виявився провалився в прокаті з витратами в 50 мільйонів доларів і касовими зборами в 11 мільйонів. Відтоді Кроуфорд зіграла ще кілька другорядних ролей в різних фільмах, жоден з яких не мав успіх у критики і не приніс великого доходу.
Найбільш комерційно успішними виявилися відеоуроки фітнесу з її участю. 1992 року Кроуфорд випустила «Cindy Crawford: Shape Your Body», 1993 — «Cindy Crawford: The Next Challenge», в 2000 — «Cindy Crawford: A New Dimension» (знято невдовзі після народження первістка і адресовано молодим матерям).
Навесні 2016 року спільно з  Клаудією Шиффер і Наомі Кемпбелл знялася у фотосесії для модного будинку Balmain. Фотосесію зробив фотограф Стівен Кляйн.

## Особисте життя
Шлюб з актором Річардом Гіром тривав з 1991 по 1995 роки. У травні 1998 року Кроуфорд одружмлся з Ренді Гербером, колишньою моделлю і власником модних ресторанів і нічних клубів в Нью-Йорку і Лос-Анджелесі. У цьому шлюбі народила двох дітей: син Преслі Вокер (2 липня 1999) і дочка Кая Джордан (3 вересня 2001). Обох дітей народила вдома. Проживає в Малібу.
Брат Синтії помер у ранньому віці від лейкемії, тому вона займається благодійністю на користь дітей, хворих на лейкемію, перераховуючи доходи від календарів зі своїм зображенням на медичні дослідження. Займається також допомогою кинутим і нужденним дітям через власний благодійний фонд Little Star Foundation.

## Фільмографія
| Рік  |     | Українська назва           | Оригінальна назва               | Роль              |
| ---- | --- | -------------------------- | ------------------------------- | ----------------- |
| 1995 | ф   | Чесна гра                  | Fair Game                       | Кейт Макквін      |
| 1997 | с   | Фрейзер                    | Frasier                         | Дороті            |
| 1998 | с   | Третя планета від Сонця    | 3rd Rock from the Sun           | Маша              |
| 1998 | с   | Еллен                      | Ellen                           | кінопроба Еллен 1 |
| 1998 | ф   | Студія 54                  | 54                              | VIP персона       |
| 2000 | ф   | Нащадки мавп               | The Simian Line                 | Сандра            |
| 2000 | ф   | Охоронці                   | Body Guards — Guardie del corpo | Сінді             |
| 2002 | с   | Як сказав Джим             | According to Jim                | Гретхен Сондерс   |
| 2009 | с   | Чарівники з Вейверлі Плейс | Wizards of Waverly Place        | Бібі Рокфорд      |
| 2015 | с   | Місто хижачок              | Cougar Town                     | Сінді Кроуфорд    |
| 2015 | кф  | Тейлор Свіфт: Погана кров  | Taylor Swift: Bad Blood         | директриса        |
| 2021 | док | Друзі: Возз'єднання        | Friends: The Reunion            | у ролі самої себе |